# Promozione Marche 1973-1974
Nella stagione 1973-1974 la Promozione era il quinto livello del calcio italiano (il massimo livello regionale). Qui vi sono le statistiche relative al campionato in Marche.
Il campionato è strutturato in vari gironi all'italiana su base regionale, gestiti dai Comitati Regionali di competenza. Promozioni alla categoria superiore e retrocessioni in quella inferiore non erano sempre omogenee; erano quantificate all'inizio del campionato dal Comitato Regionale secondo le direttive stabilite dalla Lega Nazionale Dilettanti, ma flessibili, in relazione al numero delle società retrocesse dal Campionato Interregionale e perciò, a seconda delle varie situazioni regionali, la fine del campionato poteva avere degli spareggi sia di promozione che di retrocessione.

## Squadre partecipanti
| Squadra                   | Città                                  | Stagione precedente |
| ------------------------- | -------------------------------------- | ------------------- |
| G.S. Castelfidardo        | Castelfidardo (AN)                     |                     |
| Pol. Cherubini            | Civitanova Marche (MC)                 |                     |
| A.S. Cupramontana         | Cupramontana (AN)                      |                     |
| A.S. Cuprense             | Cupra Marittima (AP)                   |                     |
| S.S. Ennio Passamonti     | Camerino (MC)                          |                     |
| A.S. Falconarese          | Falconara Marittima (AN)               |                     |
| U.S. Fortitudo Fabrianese | Fabriano (AN)                          |                     |
| S.S. Matelica             | Matelica (MC)                          |                     |
| U.S. Metaurense           | Calcinelli di Saltara (PS)             |                     |
| U.S. Osimana              | Osimo (AN)                             |                     |
| S.S. Real Montecchio      | Montecchio di S.Angelo in Lizzola (PS) |                     |
| U.S. Sangiorgese          | Porto San Giorgio (AP)                 |                     |
| S.S. Settempeda           | San Severino Marche (MC)               |                     |
| U.S. Tolentino            | Tolentino (MC)                         |                     |
| A.S. Urbino               | Urbino                                 |                     |
| U.S. Vigor Senigallia     | Senigallia (AN)                        |                     |

## Classifica finale
|  | Pos. | Squadra              | Pt | G  | V  | N  | P  | GF | GS | DR  |
|  | ---- | -------------------- | -- | -- | -- | -- | -- | -- | -- | --- |
|  | 1.   | Vigor Senigallia     | 40 | 30 | 16 | 8  | 6  | 45 | 28 | +17 |
|  | 2.   | Real Montecchio      | 40 | 30 | 16 | 8  | 6  | 52 | 23 | +29 |
|  | 3.   | Falconarese          | 39 | 30 | 15 | 9  | 6  | 44 | 23 | +21 |
|  | 4.   | Urbino               | 35 | 30 | 12 | 11 | 7  | 35 | 25 | +10 |
|  | 5.   | Tolentino            | 33 | 30 | 10 | 13 | 7  | 39 | 26 | +13 |
|  | 6.   | Sangiorgese          | 32 | 30 | 9  | 14 | 7  | 27 | 24 | +3  |
|  | 6.   | Osimana              | 32 | 30 | 9  | 14 | 7  | 27 | 26 | +1  |
|  | 8.   | Cherubini            | 30 | 30 | 11 | 8  | 11 | 33 | 31 | +2  |
|  | 9.   | Matelica             | 29 | 30 | 11 | 7  | 12 | 29 | 31 | -2  |
|  | 9.   | Fortitudo Fabrianese | 29 | 30 | 9  | 11 | 10 | 32 | 34 | -2  |
|  | 11.  | Cupramontana         | 28 | 30 | 8  | 12 | 10 | 24 | 29 | -5  |
|  | 12.  | Metaurense           | 25 | 30 | 6  | 13 | 11 | 22 | 28 | -6  |
|  | 13.  | Settempeda           | 24 | 30 | 6  | 12 | 12 | 19 | 32 | -13 |
|  | 14.  | Castelfidardo        | 24 | 30 | 7  | 10 | 13 | 26 | 46 | -20 |
|  | 15.  | Ennio Passamonti     | 22 | 30 | 7  | 8  | 15 | 21 | 45 | -24 |
|  | 16.  | Cuprense             | 18 | 30 | 4  | 10 | 16 | 24 | 48 | -24 |

Legenda:
      Promosso in Serie D 1974-1975.
      Retrocesso in Prima Categoria.
Regolamento:
Due punti a vittoria, uno a pareggio, zero a sconfitta.

### Spareggio per il 1º posto in classifica
|                  | Risultato |                 | Luogo e data        |
| ---------------- | --------- | --------------- | ------------------- |
| Vigor Senigallia | 2 - 1     | Real Montecchio | Fano, 2 giugno 1974 |
|                  |           |                 |                     |